# Maud Marin
Pour les articles homonymes, voir Marin.
Maud Marin, née le 28 juin 1945 à Rouen et morte le 21 juin 2025 à Cahors, est une avocate et femme de lettres française. Elle est connue pour être la première avocate trans.

## Biographie

### Transition et période de prostitution
Maud Marin est assignée homme à la naissance,, et travaille un temps dans les PTT. Ayant annoncé à ses parents son intention de transitionner, elle est rejetée par ses parents et, pour survivre, doit se prostituer, d'abord au bois de Boulogne, puis à Londres.
Elle bénéficie d'une vaginoplastie à Bruxelles, à l'âge de 29 ans, le 8 octobre 1974. Elle fait reconnaître sa nouvelle identité par les pouvoirs publics, en tant que transsexuelle (terme qu'elle utilise pour se décrire). Elle continue cependant de devoir se prostituer, sous l'égide du gang des frères Zemour.

### Avocate et écrivaine
C'est le soutien de Simone Veil qui lui permet d'échapper à la prostitution et au milieu du crime organisé. Ayant obtenu un diplôme en droit, elle peut s'inscrire au Barreau de Paris en tant qu'avocate stagiaire, grâce à l'ex-ministre qui se porte garante de sa « bonne moralité » ; elle devient ainsi la première avocate trans au monde.
Elle s'inscrit au barreau de Paris et pratique sa nouvelle profession en aidant des prostituées françaises. Elle publie par ailleurs deux livres autobiographiques, qui lui valent dans les années 1980 une notoriété médiatique : le Saut de l'ange (1987), consacré à sa transidentité, et Tristes plaisirs (1989), sur son expérience de la prostitution. En 1991, elle publie Le Quartier des maudites, un livre consacré aux prisons de femmes. Sa différence choque cependant ses collègues du Barreau de Paris, qui refusent de la titulariser. Elle présente alors une demande d'inscription au barreau de la Seine-Saint-Denis ; acceptée, elle exerce pendant plusieurs années sous le nom de Maud Planchard à Bobigny, dont le tribunal traite des affaires particulièrement violentes.

### Radiation du barreau
En 1996, elle publie un nouveau livre, Pitié pour les victimes, dans lequel elle critique la justice en lui reprochant de se soucier davantage du sort des délinquants que de la souffrance des victimes. Elle revient également dans cet ouvrage sur l'affaire de l'attentat du RER Saint-Michel, en affirmant que la bombe a été confectionnée en Seine-Saint-Denis et pas en Algérie comme le soutient la police. Considéré à l'Élysée comme un ouvrage « dangereux », ce livre lui vaut d'être radiée du barreau de Bobigny.
Se sentant menacée et cherchant des appuis, Maud Marin se rapproche alors, sur les conseils de son éditeur, de Jean-Marie Le Pen ; elle intègre l'entourage du président du Front national (FN) qui la soutient publiquement en faisant l'éloge de son courage. Elle est également défendue par Serge de Beketch, qui l'invite plusieurs fois dans son émission sur Radio Courtoisie et pour lequel elle écrit dans Le Libre journal de la France courtoise. Au sein des milieux d'extrême droite, les catholiques sont souvent choqués par la personnalité de Maud Marin, mais Serge de Beketch répond que la « charité chrétienne » impose de venir en aide à une personne « née avec un handicap ». Bernard Antony, à l'époque chef de file de l'aile catholique traditionaliste du FN, lui apporte également son soutien. Jean-Marie Le Pen tente de l'aider à réintégrer le barreau mais l'avocat du parti, Wallerand de Saint-Just, qui compte au FN parmi les défenseurs des « valeurs familiales », refuse d'apporter son concours,.
En 2002, Maud Marin est contrainte, pour des raisons financières, de quitter Paris ; elle s'installe à Cahors dans la maison de sa mère. En 2006, alors qu'elle est de son propre aveu contrainte de recourir aux Restaurants du cœur, elle tente d'intégrer la magistrature grâce à la procédure réservée aux personnes de plus de 50 ans bénéficiant d'au moins quinze ans d'expérience dans le domaine juridique ou administratif. Sa demande de participation au concours d'accès est cependant rejetée, ses années de travail dans les PTT ayant été exercées sous son identité de naissance et ne pouvant donc être comptabilisées. Elle saisit le tribunal administratif de Paris pour faire annuler cette décision de rejet, mais la justice refuse finalement de prendre en compte son activité exercée sous le nom de Jean Planchard,.
Elle vit ensuite dans la campagne du Lot, « avec ses livres et ses souvenirs ».
Elle meurt en juin 2025, et est inhumée à Cahors.

## Œuvres
- Maud Marin et Marie-Thérèse Cuny, Le Saut de l'ange, Paris, Fixot, 1987 (réimpr. 1988 ; 1990), 285 p. (ISBN 978-2738203663, BNF 34967760)
- Maud Marin et Marie-Thérèse Cuny, Tristes plaisirs, Paris, Fixot, 1989 (réimpr. 1990 ; 1991), 221 p. (ISBN 2-87645-048-8, BNF 36635058)
- Maud Marin et Marie-Thérèse Cuny, Le Quartier des maudites, Paris, Fixot, coll. « Document », 1991 (réimpr. 1992 ; 1993), 279 p. (ISBN 978-2876450998)
- Maud Marin et Philippe Delannoy, Pitié pour les victimes : document, Paris, Fixot, 1996, 241 p. (ISBN 2-87645-278-2, BNF 36689794)
- Maud Marin, Un procès en banlieue, Saint-Brieuc, Les Presses bretonnes, 1999, 71 p. (ISBN 2-85615-011-X, BNF 37083200)
- Maud Marin, Que messieurs les assassins commencent !, Paris, Objectif France, 2001, 225 + 28 (ISBN 2-913744-08-7, BNF 37706099)